# هوبرت مينيس
هوبرت ألكسندر مينيس (بالإنجليزية: Hubert Alexander Minnis)‏ هو سياسي بهاماسي ولد في يوم 16 فبراير 1954 في ناساو. هو حاصل على شهادة الدكتوراة في الطب من جامعة الهند الغربية ومن الكلية الملكية لأطباء النساء والتوليد. شغل منصب رئيس وزراء جزر البهاما من مايو 2017 إلى 16 سبتمبر 2021، حيث خلف بيري كريستي وهو من حزب حركة الحرية القومية.